# Yunus Khan
Yunus Khan (k.1416 - 1487) (tiếng Duy Ngô Nhĩ: يونس خان), là hãn của Moghulistan từ năm 1462 cho đến khi ông qua đời vào năm 1487. Ông được nhiều nhà sử học xác định là Ḥājjī `Ali (tiếng Trung: 哈 只 阿Ali) (tiếng Duy Ngô Nhĩ: ھاجى علي), của các ghi chép Trung Quốc trung đại. Ông là ông ngoại của Babur, người sáng lập Đế chế Mughal. Yunus Khan là hậu duệ trực tiếp của Thành Cát Tư Hãn, qua con trai Sát Hợp Đài.

## Tiểu sử
Yunus Ali là con trai cả của Uwais Khan (hay Vais Khan) của Moghulistan. Khi Vais Khan bị giết vào năm 1428 sau Công nguyên, người Moghul bị chia rẽ vì ai sẽ là người kế vị ông. Mặc dù Yunus Khan là con trai cả của ông, nhưng phần lớn ủng hộ em trai của Yunus, Esen Buqa. Do đó, Yunus và những người ủng hộ ông đã chạy trốn đến Ulugh Beg, người cai trị Timurid của Transoxiana, người đã giam cầm họ. Cha của Ulugh Beg, Shah Rukh, giáo dục Yunus trẻ tuổi và đối xử tốt với ông. Ông đã gửi Yunus đến Yazd ở Iran để học theo Maulana Sharaf ad-Din Ali Yazdi. Yunus Khan đã dành nhiều năm học tập dưới thời Maulana ở Yazd, trong quá trình trở thành một trong những người có giáo dục nhất thời bấy giờ. Sau khi Maulana chết, Yunus lang thang một thời gian trước khi định cư tại thành phố Shiraz ở Iran.

Quan sát sau đây được thực hiện bởi một chức sắc tôn giáo:
Tôi đã nghe nói rằng Yunus Khan là một người Moghul, và tôi đã kết luận rằng ông ta là một người đàn ông không râu, với cách thức và cách cư xử của bất kỳ người Turk nào khác trên sa mạc. Nhưng khi tôi nhìn thấy ông ta, tôi thấy ông ta là một người bị trục xuất thanh lịch, với bộ râu đầy đủ và khuôn mặt Tajik, và lời nói và cách nói tinh tế như vậy, hiếm khi được tìm thấy ngay cả trong một người Tajik.

### Những năm cuối đời
Năm 1484, Yunus Khan đã lợi dụng một trong những cuộc xung đột giữa Sultan Ahmad và Umar Shaikh Mirza II để chiếm hữu thành phố Tashkent. Ông đã gần bảy mươi tuổi vào thời điểm này, và một lần nữa khao khát từ bỏ lối sống du mục để có một cuộc sống ổn định ở một thị trấn nào đó. Đây là một vấn đề thường xuyên đối với ông, vì thực tế là cuộc sống của ông cho đến khi gần bốn mươi tuổi đã ở các thành phố lớn của Ba Tư như Yazd và Shiraz. Tashkent, một thành phố quan trọng dọc theo Con đường tơ lụa cạnh tranh với các thành phố Ba Tư và là nơi tốt nhất có thể ở Trung Á. Ông quyết định sống ở thành phố trong ít nhất một thời gian dài, một quyết định làm đảo lộn những người Moghul khác, và nhiều người trong số họ rời đến Moghulistan dưới sự lãnh đạo của con trai riêng của Yunus là Ahmad Alaq. Yunus Khan cũng không thể ngăn cản sự nổi lên của Dughlat Mirza Abu Bakr, người trước đó đã đưa Yarkand, Khotan và Kashgar khỏi các thành viên khác trong gia đình ông, và đánh bại những nỗ lực của Yunus Khan để dập tắt ông. 
Yunus Khan qua đời tại Tashkent năm 1487 sau một thời gian dài bị bệnh. Ông đã được kế vi ở Tashkent bởi con trai cả của ông, Sultan Mahmud Khan, trong khi người Moghuls ở phía đông theo sau Ahmad Alaq.